# آلاله (گیاه)
آلاله (نام علمی: Ranunculus arvensis) نام یک گونه از سرده آلاله است.